# Maxita
Maxita (łac. Diocesis Maxitensis) – stolica historycznej diecezji we Cesarstwie rzymskim w prowincji Mauretania Cezarensis współcześnie w Algierii. 

## Biskupi tytularni
| Lp. | Biskup                    | Funkcja                                                   | Od               | Do                |
| --- | ------------------------- | --------------------------------------------------------- | ---------------- | ----------------- |
| 1   | Romeo Roy Blanchette      | biskup pomocniczy Joliet w Illinois (USA)                 | 8 lutego 1965    | 19 lipca 1966     |
| 2   | John Gerard McClean       | biskup koadiutor Middlesbrough (Wielka Brytania)          | 10 grudnia 1966  | 12 czerwca 1967   |
| 3   | Camille-André Le Blanc    | emerytowany biskup Bathurst (Kanada)                      | 8 stycznia 1969  | 23 listopada 1970 |
| 4   | Joseph Lawson Howze       | biskup pomocniczy Natchez-Jackson (USA)                   | 8 listopada 1972 | 8 marca 1977      |
| 5   | Jesús María de Jesús Moya | biskup pomocniczy Santiago de los Caballeros (Dominikana) | 13 kwietnia 1977 | 20 kwietnia 1984  |
| 6   | Michael Driscoll          | biskup pomocniczy Orange (USA)                            | 19 grudnia 1989  | 18 stycznia 1999  |
| 7   | Marián Chovanec           | biskup pomocniczy Nitry (Słowacja)                        | 22 lipca 1999    | 20 listopada 2012 |
| 8   | Michel Aupetit            | biskup pomocniczy Paryża (Francja)                        | 2 lutego 2013    | 4 kwietnia 2014   |
| 9   | Pierantonio Tremolada     | biskup pomocniczy Mediolanu (Włochy)                      | 24 maja 2014     | 12 lipca 2017     |
| 10  | Andrzej Kaleta            | biskup pomocniczy kielecki                                | 8 listopada 2017 |                   |